# نهائي كأس السوبر السعودي 2022
نهائي كأس السوبر السعودي 2022 (المعروف أيضًا باسم نهائي كأس السوبر السعودي بيرين لأسباب الرعاية) هو النسخة التاسعة من كأس السوبر السعودي. هذه النسخة الأولى من كأس السوبر السعودي الذي تشارك فيه أربعة فرق بعد توسعها في عام 2022. أقيم النهائي في 29 يناير 2023 على استاد الملك فهد الدولي بالرياض بين الاتحاد والفيحاء.

## الفرق
| الفريق       | التأهل للبطولة                           | الظهور في النهائيات السابقة (بخط عريض يشير إلى الفائزين) |
| ------------ | ---------------------------------------- | -------------------------------------------------------- |
| الاتحاد      | وصيف دوري المحترفين السعودي لعام 2021–22 | 2 مرتين (2013, 2018)                                     |
| نادي الفيحاء | الفائز لكاس الملك 2021–22                | 0 (لاول مرة)                                             |

## المكان
أُعلن عن استاد الملك فهد الدولي لاستضافة المباراة النهائية في 24 ديسمبر 2022. كانت هذه هي المرة الثالثة التي يستضيف فيها استاد الملك فهد الدولي المباراة النهائية والمرة الخامسة التي يتم استضافتها في المملكة العربية السعودية .
تم بناء ملعب الملك فهد الدولي في عام 1982 وافتتح في عام 1987. استُخدم الملعب لنسخ 1992 و 1995 و 1997 من كأس القارات FIFA . تبلغ سعته الحالية 68752 ويستخدمه المنتخب السعودي لكرة القدم والهلال والشباب والمباريات المحلية الكبرى.

## انظر ايضا
- دوري المحترفين السعودي 2022–23
- كأس الملك 2022–23